# Manchurochelys
Manchurochelys es un género extinto de tortuga del infraorden Paracryptodira. Vivió durante el período Cretácico Inferior en lo que ahora es el noreste de China. Sus fósiles se han hallado en el Lecho Jianshangou en el oeste de Liaoning en la Formación Yixian. Sin embargo, es un fósil poco común.

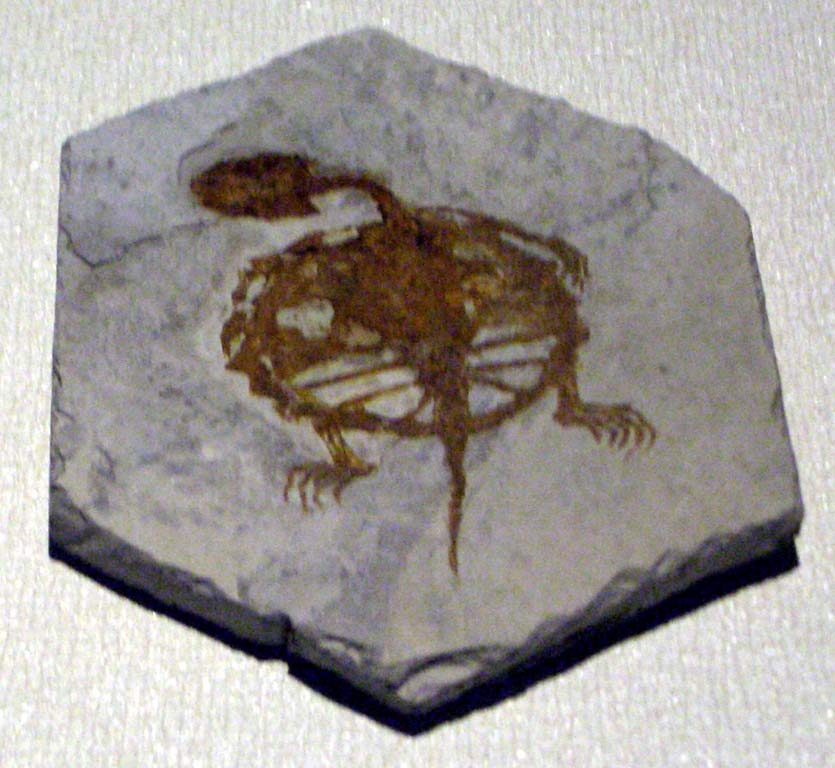
Espécimen de Ordosemys antes asignado a Manchurochelys

Manchurochelys fue nombrado originalmente por Endo y Shikama en 1942, y solo abarca a la especie M. manchoukuoensis (a veces escrita erróneamente como M. manchouensis). Una segunda especie, M. liaoxensis, fue nombrada en 1995 pero más tarde se mostró que era una especie de Ordosemys. Manchurochelys era una pariente de la actual tortuga mordedora. Ha sido ocasionalmente clasificado en la familia Sinemydidae, aunque se ha sugerido como más probable que pertenezca a la familia Macrobaenidae.